# Bellair-Meadowbrook Terrace
Bellair-Meadowbrook Terrace ist ein census-designated place (CDP) im Clay County im US-Bundesstaat Florida. Das U.S. Census Bureau hat bei der Volkszählung 2020 eine Einwohnerzahl von 14.482 ermittelt.

## Geographie
Bellair-Meadowbrook Terrace grenzt im Norden direkt an Jacksonville und liegt rund 20 km nördlich von Green Cove Springs. Der CDP wird von der Interstate 295 und den Florida State Roads 21 und 224 durchquert bzw. tangiert.

## Demographische Daten
Laut der Volkszählung 2010 verteilten sich die damaligen 13.343 Einwohner auf 5.815 Haushalte. Die Bevölkerungsdichte lag bei 920,2 Einw./km². 70,9 % der Bevölkerung bezeichneten sich als Weiße, 17,9 % als Afroamerikaner, 0,5 % als Indianer und 2,7 % als Asian Americans. 4,5 % gaben die Angehörigkeit zu einer anderen Ethnie und 3,6 % zu mehreren Ethnien an. 12,6 % der Bevölkerung bestand aus Hispanics oder Latinos.
Im Jahr 2010 lebten in 34,7 % aller Haushalte Kinder unter 18 Jahren sowie 22,0 % aller Haushalte Personen mit mindestens 65 Jahren. 65,3 % der Haushalte waren Familienhaushalte (bestehend aus verheirateten Paaren mit oder ohne Nachkommen bzw. einem Elternteil mit Nachkomme). Die durchschnittliche Größe eines Haushalts lag bei 2,50 Personen und die durchschnittliche Familiengröße bei 2,99 Personen.
26,7 % der Bevölkerung waren jünger als 20 Jahre, 30,6 % waren 20 bis 39 Jahre alt, 25,2 % waren 40 bis 59 Jahre alt und 17,4 % waren mindestens 60 Jahre alt. Das mittlere Alter betrug 34 Jahre. 48,0 % der Bevölkerung waren männlich und 52,0 % weiblich.
Das durchschnittliche Jahreseinkommen lag bei 44.461 $, dabei lebten 9,8 % der Bevölkerung unter der Armutsgrenze.
Im Jahr 2000 war Englisch die Muttersprache von 90,18 % der Bevölkerung, spanisch sprachen 6,59 % und 3,23 % hatten eine andere Muttersprache.